# Грбови рејона Башкортостана
Грбови рејона Башкортостана обухвата галерију грбова административних јединица руске федералне републике Башкортостан, са статусом градских округа и рејона, те њихове историјске грбове (уколико их има).
Већина грбова настала је након проглашење Републике Башкортостан 1992. године.

## Грбови округа и рејона
- 1 — Грб рејона 
 Абзелиловски
- 2 — Грб рејона 
 Аљшејевски
- 3 — Грб рејона 
 Архангељски
- 4 — Грб рејона 
 Аскински
- 5 — Грб рејона 
 Аургазински
- 6 — Грб рејона 
 Бајмакски
- 7 — Грб рејона 
 Бакалински
- 8 — Грб рејона 
 Балтачевски
- 9 — Грб рејона 
 Бељебејевски
- 10 — Грб рејона 
 Бјелокатајски
- 11 — Грб рејона 
 Бјелорјецки
- 12 — Грб рејона 
 Бижбуљакски
- 13 — Грб рејона 
 Бирски
- 14 — Грб рејона 
 Благоварски
- 15 — Грб рејона 
 Благовешћенски
- 16 — Грб рејона 
 Бузђакски
- 17 — Грб рејона 
 Бурајевски
- 18 — Грб рејона 
 Бурзјански
- 19 — Грб рејона 
 Гафуријски
- 20 — Грб рејона 
 Дављекановски
- 21 — Грб рејона 
 Дувански
- 22 — Грб рејона 
 Ђурћалински
- 23 — Грб рејона 
 Јермекејевски
- 24 — Грб рејона 
 Зианчурински
- 25 — Грб рејона 
 Зилаирски
- 26 — Грб рејона 
 Иглински
- 27 — Грб рејона 
 Илишјевски
- 28 — Грб рејона 
 Ишимбајски
- 29 — Грб рејона 
 Калтасински
- 30 — Грб рејона 
 Карајђељски
- 31 — Грб рејона 
 Кармаскалински
- 32 — Грб рејона 
 Кигински
- 33 — Грб рејона 
 Краснокамски
- 34 — Грб рејона 
 Кугарчински
- 35 — Грб рејона 
 Кушнарјенковски
- 36 — Грб рејона 
 Кујургазински
- 37 — Грб рејона 
 Мјељеузовски
- 38 — Грб рејона 
 Мјечетлински
- 39 — Грб рејона 
 Мишкински
- 40 — Грб рејона 
 Мијакински
- 41 — Грб рејона 
 Нуримановски
- 42 — Грб рејона 
 Салаватски
- 43 — Грб рејона 
 Сћерлибашјевски
- 44 — Грб рејона 
 Сћерлитамакски
- 45 — Грб рејона 
 Татишлински
- 46 — Грб рејона 
 Тујмазински
- 47 — Грб рејона 
 Уфимски
- 48 — Грб рејона 
 Учалински
- 49 — Грб рејона 
 Фјодоровски
- 50 — Грб рејона 
 Хајбулински
- 51 — Грб рејона 
 Ћекмагушјевски
- 52 — Грб рејона 
 Чишмински
- 53 — Грб рејона 
 Шарански
- 54 — Грб рејона 
 Јанауљски